# アエロコックス科
アエロコックス科（Aerococcaceae）は、グラム陽性細菌より構成されるラクトバシラス目の科である。
2018年8月現在、7属20種が記載されている。微好気性または通性嫌気性で、カタラーゼ陰性、グルコースから酸を産生する能力を有する。形状は大半が球形または卵状、グラム陽性、芽胞は形成しない。乳酸菌の系統に属し、一部の種はグルコースから乳酸を形成することが確かめられている。大半がヒト臨床試料から分離されたものであり、環境中での存在に関する研究は進んでいないが、代表種であるAerococcus viridansは、ヒト臨床試料のほか、土壌や海洋環境、塩浸漬液からも分離されたことがある。一部の種は耐アルカリ性(pH9.6)を持つ。